# Monument al Sol
El Monument al Sol és una font escultural al centre de la Plaça del Comte de la Torre de l'Espanyol (Ribera d'Ebre) inclosa a l'Inventari del Patrimoni Arquitectònic de Catalunya. L'ajuntament de la Torre de l'Espanyol va encarregar aquesta obra al ceramista i escultor Marcel·lí Giné amb motiu de protesta per la construcció de la central nuclear d'Ascó. Va ser oficialment inaugurada l'any 1981. És una font definida per una escultura de terra cuita de forma cúbica sobre una base de pedra. Representa un pagès agenollat que s'arrecera amb un Sol que sosté amb les mans. El Sol està caracteritzat per una cara antropomorfa de gran expressivitat, sota el qual hi ha les mans tosques del pagès i el brollador. La cara del pagès es reprodueix en ambdós costats de l'escultura, entre les quals hi ha la fruita que apleguen els seus braços. La figura es troba encarada a la Central Nuclear d'Ascó, representant el pagès que vol protegir els productes de la terra amb el sol.